# Paolo Montalbán
Paolo Montalbán (Manila, 21 maggio 1973) è un attore filippino naturalizzato statunitense, attivo in campo teatrale, televisivo e cinematografico.

## Biografia
Paolo Montalbán è nato a Manila, figlio di Paul e Vivian Montalbán. La famiglia migrò negli Stati Uniti nel 1974 e Montalbán crebbe a Manhattan. Prima di intraprendere la carriera recitativa, Montalbán si laureò in psicologia alla Rutgers University.
Montalbán ha fatto il suo debutto nel mondo dello spettacolo nel 1997 quando fu scelto per interpretare il principe azzurro nel film TV Cenerentola, in cui ebbe modo di recitare accanto a Whitney Houston e Whoopi Goldberg. Nei due anni successivi ha interpretato Kung Lao in oltre venti episodi di Mortal Kombat: Conquest. Successivamente l'attività televisiva e cinematografica si è diradata e l'attore ha recitato principalmente a teatro. Dopo il debutto a Broadway nel 1996 in The King and I, Montalbán ha recitato in numerosi musicali e nel 2000 è tornato ad interpretare il principe nella tournée statunitense di Cinderella con Debbie Gibson.
Nel 2002 ha recitato nuovamente in The King and I, questa volta a Millburn nel ruolo del co-protagonista Lun Tha. Nel 2004 ha recitato nuovamente a Broadway in un revival di Pacific Overtures. Negli anni successivi ha recitato ancora in The King and I (Ogunquit, 2007) e Flower Drum Song (San Jose, 2009) e Honk! (Red Bank, 2011), mentre nel 2013 ha recitato a Broadway accanto a Emilia Clarke in una riduzione teatrale di Colazione da Tiffany. Nel 2015 ha recitato in A Little Night Music a San Francisco, mentre nel 2016 ha interpretato il Re del Siam in The King and I in scena alla Lyric Opera di Chicago. Nel 2016 ha interpretato Clopin ne Il gobbo di Notre Dame a Ogunquit, mentre nel 2018 è stato Sam nel musical Mamma Mia! in scena a Seattle.

## Filmografia parziale

### Cinema
- The Great Raid - Un pugno di eroi (The Great Raid), regia di John Dahl (2005)
- Rimbalzi d'amore (Just Wright), regia di Sanaa Hamri (2010)

### Televisione
- Cenerentola (Rodgers & Hammerstein's Cinderella), regia di Robert Iscove - film TV (1997)
- Mortal Kombat: Conquest - serie TV, 22 episodi (1998-1999)
- Law & Order - Unità vittime speciali (Law & Order: Special Victims Unit) - serie TV, 1 episodio (2007)
- Madam Secretary - serie TV, 2 episodi (2015)
- Nurse Jackie - Terapia d'urto (Nurse Jackie) - serie TV, 1 episodio (2015)
- The Blacklist - serie TV, 1 episodio (2015)

## Doppiatori italiani
- Fabio Boccanera in Cenerentola
- Francesco Pezzulli in Mortal Kombat: Conquest